# Влосновиці
Влосновиці (пол. Włosnowice) — село в Польщі, у гміні Солець-Здруй Буського повіту Свентокшиського воєводства.
Населення — 211 осіб (2011).
У 1975-1998 роках село належало до Келецького воєводства.

## Демографія
Демографічна структура на день 31 березня 2011 року:
|          | Загалом | Допрацездатний вік | Працездатний вік | Постпрацездатний вік |
| -------- | ------- | ------------------ | ---------------- | -------------------- |
| Чоловіки | 98      | 16                 | 69               | 13                   |
| Жінки    | 113     | 24                 | 56               | 33                   |
| Разом    | 211     | 40                 | 125              | 46                   |